# La Guàrdia Pilosa
La Guàrdia Pilosa és un petit nucli de població que depèn administrativament del municipi de Pujalt, pertanyent a l'Alta Segarra, a la comarca de l'Anoia, Catalunya. Va ser un municipi independent fins 1860. El 2009 tenia 11 habitants.

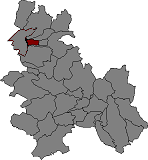
Mapa del terme de la Guàrdia Pilosa

El nom del poble fa referència al que amb tota seguretat va ser el seu origen: un punt de guaita a la frontera musulmanocristiana devers l'any 1000, al voltant del qual es van establir uns pagesos. L'adjectiu pilosa seria una descripció rotunda de la zona, com a lloc desert, de fred rigorós, despoblat, descampat, pelat…
Tradicionalment s'hi conrea blat; darrerament es veu cada cop més la colza, i en alguns llocs isolats els pagesos planten el cigronet de l'Alta Anoia, del qual el reconeixement gastronòmic creix a la zona i enllà.

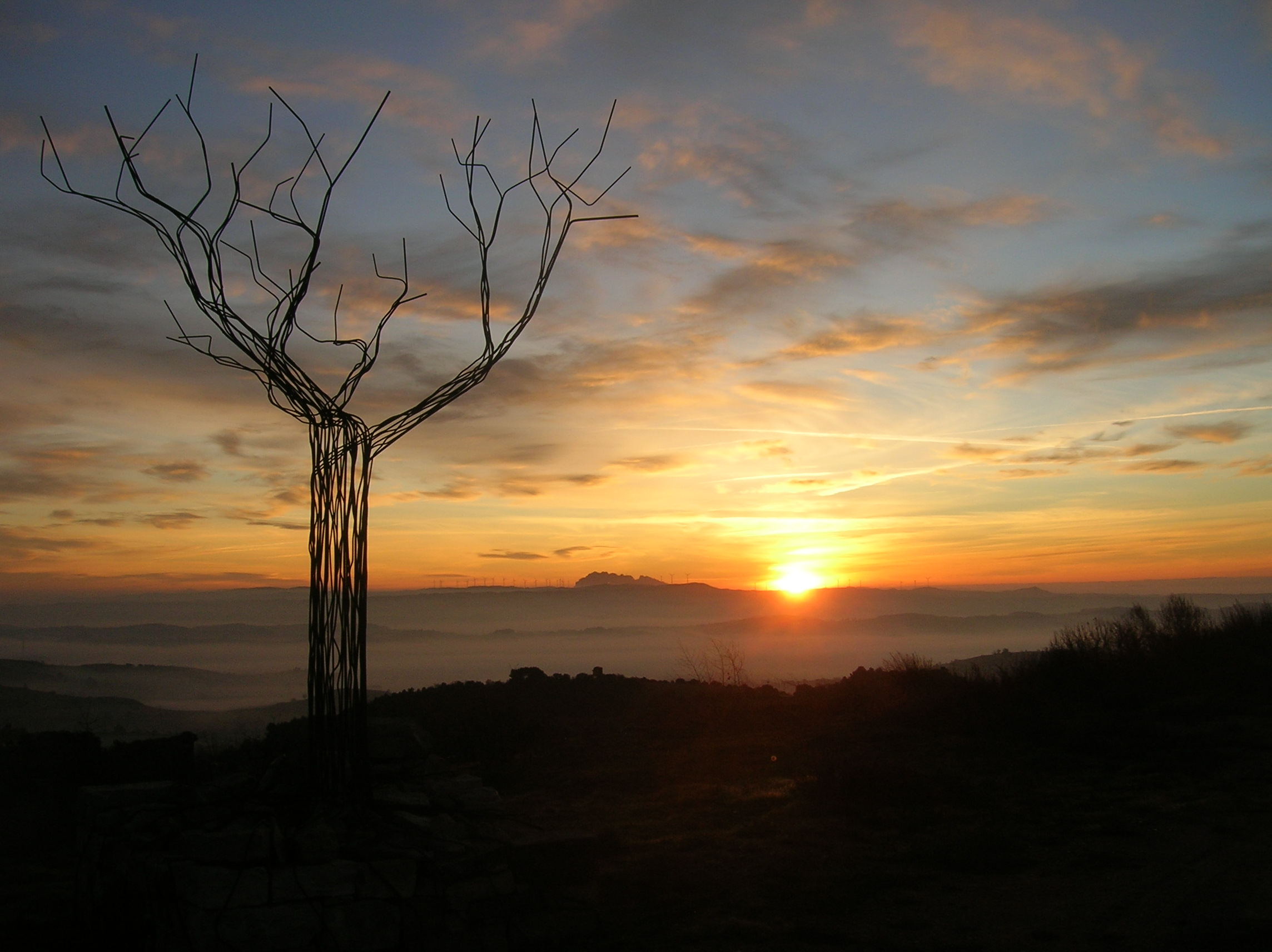
Sortida del sol i Quercus ferreus

## Geologia
La Guàrdia Pilosa està assentada sobre un terreny d'origen lacustre, que data de la part superior de l'Oligocè inferior, (estatge Estampià, Cenozoic, era terciària), la qual cosa vol dir que els terrenys que l'envolten tenen pels volts d'uns 35 milions d'anys.
Els estrats que formen aquestes roques estan pràcticament horitzontals, no han sofert alteracions per falles o plecs; per això, la geomorfologia que s'observa és fruit únicament de l'erosió.
A nivell petrològic, els minerals i les roques que formen la Guàrdia són majoritàriament de composició calcària (CaCO3); amb menor freqüència es troben gresos (arenisques) de composició silícica (SiO2); puntualment també s'hi veuen margues i en algun indret es poden trobar uns bonics cristalls de guix laminar (CaSO4).
La Guàrdia Pilosa té a llevant un gran esvoranc convertit actualment en un abocador, produït per una explotació minera a cel obert, que després va ser abandonada per la baixa rendibilitat. S'hi poden veure alguns estrats prims de lignit, relativament rics en urani (0,2 ‰ o bé 200 g per cada tona de lignit), intercalats amb lutites calcàries.
Forma part de la conca hidrogràfica del riu Anoia, just al límit de la conca hidrogràfica del Sió, afluent del Segre.

## Climatologia
El punt més alt és de 797,6 m, dalt del turó que presideix el poble; aquesta alçada determina en gran part la climatologia i la vegetació de la zona.
La temperatura mitjana anual és de 13 °C i l'amplitud tèrmica anual és d'uns 18 °C. Les temperatures extremes que es poden assolir estarien al voltant dels –15 °C per sota i els 40 °C per sobre; hi ha una mitjana de glaçades de 70 dies/any. Els hiverns són freds, pot haver-hi boira gebradora que pot deixar el poble tota una setmana en negatiu. Els estius són calorosos, a primera hora de la tarda, abans que arribi la marinada, sovint se sobrepassen els 35 °C; en contrapartida, les nits d'estiu, donada l'altura i la continentalitat, es fan molt agradables.
Els vents que hi predominen són el mestral (NW), anomenat a la regió serè, el qual és sec, fred a l'hivern i calent a l'estiu; i el garbí (SE), localment anomenat marinada, més temperat, que a la primavera i tardor porta pluja.
Hi plou poc, és un lloc més aviat eixut. La mitjana anual està pels volts dels 580 l/m², repartits de forma molt irregular, principalment a la tardor i la primavera. Això condiciona molt la vegetació, encara més tenint en compte que la localitat es pot passar cinc mesos a l'estiu sense que hi caigui ni una gota. Tot plegat fa que el clima pugui ser descrit com a «mediterrani de muntanya mitjana» amb estius secs i calorosos, hivern freds i secs, amb poca innivació, i una primavera i tardor més humides i de ràpida transició.

## Vegetació
A la Guàrdia Pilosa hi ha diferents tipus de vegetació. Donades les característiques d'altura, sòl i clima, el poble es troba en el lloc de transició, de canvi entre dos tipus de bosc, entre la vegetació de la terra baixa concretada en el carrascar (alzinar continental) (Quercetum rotundifoliae), i la vegetació de muntanya mitjana, concretada en la roureda de roure de fulla petita (Quercetum fagineae). El fet que en els boscos de la Guàrdia hi hagi una presència humana molt marcada, feta patent de manera especial en la ramaderia i la partició de les masses forestals en obrir-se camps de conreu, han provocat la degradació evolutiva dels boscos, vers unes formes més simples, que han convertit la Guàrdia Pilosa en una atapeïda barreja de tipus de vegetacions.
Els dos tipus de boscos clímax es degraden i evolucionen cap a la pineda; a la Guàrdia sovinteja la de pinassa, i amb menys abundància la de pi roig. Si continua la degradació, la vegetació passa a ser una garriga (Quercetum cocciferae), i aquesta es degrada en una jonceda (Brachypodio-Aphyllanthetum). A les vores dels camins i a les zones més humides hi creix la vegetació de bardissa (Prunetalia spinosae).

## Fauna
No només el poble de la Guàrdia Pilosa, sinó tota la comarca i les veïnes, és una zona molt diversa, especialment en fauna ornitològica. Hi sovintegen ocells com la cornella negra, aligot comú, astor, xoriguer, perdiu roja, xot eurasiàtic, gaig blau, abellerol, cotxa fumada i oriol. A nivell mamífers s'hi poden observar teixons, guineus, senglars, cabirols, fagines i conills.

## Història
Les primeries del poble són difuses. A les parets del castell s'ha trobat una destral de pedra, prova de la presència de l'home en aquella contrada des del Neolític. Posteriorment, pels voltants, hi ha documentada la presència dels ibers (Aguilar de Segarra), dels romans (els Prats de Rei) i dels musulmans (Calaf). No hi ha proves arqueològiques o documentals d'un assentament en aquest període.
La Guàrdia Pilosa neix a principi del segle xi. Per alguns autors la primera referència al poble es troba en la carta de cessió del bisbe Borrell de Vic a Guillem de Mediona del terme de Calaf, datada el 30 d'abril de 1015, en la qual, a l'hora de determinar les llindes, cita «de parte vero circi proveitur ad ipsa Guardia que dicunt de Sudavo sive in termine de Cholonico ad ipso arce». La polèmica en el fons està en aquest de parte vero, que una part dels autors tradueix amb expressions poc clares de l'estil de «per altra banda», mentre que altres tradueixen com «al nord». Si ens atenim a la primera traducció, seria una referència a la Guàrdia Pilosa, però si ens atenim a la segona, faria referència a una Guàrdia situada al nord de Calaf, prop de Calonge de Segarra, de la qual no hi ha constància. En aquest document s'escriu també «que dicunt de Sudavo» el que indica que la Guàrdia en aquell temps també se l'anomenava Suda, fortificació musulmana, el que indica la preexistència d'un punt de guaita sarraí actualment perdut.
La següent cita de la Guàrdia torna a ser poc clarificadora. El 1022, en el testament del senyor de Castellar, cita la torre de la Guàrdia com a part de les seves possessions. La cita que ja no deixa cap mena de dubte quant a la filiació és la tercera, datada el 1025; és una relació de parròquies del bisbat de Vic, en què es parla literalment de «sant Jaume de la Guàrdia Pelosa».
A partir d'aquesta dada ja irrefutable, les mencions escrites es multipliquen i es pot traçar la història del poble:
- 1039: En un testament se cita que el castell de Calaf llinda al sud amb la torre de la Guàrdia. Al poble hi havia ja construïda una torre de guaita.
- 1124: En un testament se citen unes deixes a les esglésies de sant Jaume i santa Maria de la Guàrdia. Al poble hi havia dues esglésies.
- 1237: En un document de donació de terres, s'esmenta el castell de la Guàrdia, del qual és castlà un cavaller de nom Gàver, que és feudatari dels Cervera. D'això es conclouen dues coses, hi havia un castell, no hi havia únicament una torre, i que en algun moment entre els segles xii i xiii aquest havia passat dels Cardona (senyors de Calaf) als Cervera.
- 1252: La Guàrdia Pilosa passa a ser de domini reial, del rei Jaume I el Conqueridor, que l'obté d'una permuta amb els Cervera.
- 1360: El rei Pere III el Cerimoniós, empenyora la Guàrdia al ciutadà barceloní Francesc Bertran. Posteriorment, l'any 1379 el mateix rei el ven a Joan de Montbui.
- 1392: El rei Joan I el Caçador ven a perpetuïtat la Guàrdia a Mateu de Calders, senyor de Segur, mentre que Pujalt resta en mans dels Cardona.
- 1860: La Guàrdia s'incorpora administrativament al municipi de Pujalt.
- 1967: El darrer habitant abandona el poble.
- 1974: Es comença repoblar el poble i se'n restauren les cases, carrers i serveis.

## Demografia
| any  | focs | habitants           |
| ---- | ---- | ------------------- |
| 1370 | 11   | ±55                 |
| 1379 | 9    | ±45                 |
| 1553 | 11   | ±55                 |
| 1718 | ±12  | 59                  |
| 1787 |      | 59                  |
| 1830 |      | 37                  |
| 1842 |      | 98                  |
| 1967 |      | 0                   |
| 2012 |      | 12 (±200 a l'estiu) |

Fins al segle xvi el cens es feia per focs (nuclis familiars de vida) en els quals, i sent molt caut, es podria donar una mitjana de cinc habitants per foc. A partir de 1860, quan es va incorporar al municipi de Pujalt, deixen d'haver-hi dades diferenciades. El 2011 hi residien onze persones de manera permanent.

## Llocs d'interès

### Ruïnes del castell
La Guàrdia Pilosa té a la part més alta, al cim del turonet que presideix el poble, les runes de l'antiga torre i castell que domina de manera estratègica, a llevant de la Guàrdia, tota la serra de Rubió i el pas natural d'Igualada cap a Calaf. Posteriorment, ja en època cristiana, s'hi deuria substituir una fortalesa de fusta musulmana per una altra feta amb pedra unida amb morter de calç, de la qual se'n va descobrir la part baixa de la seva estructura en una intervenció arqueològica feta entre el novembre de 2007 i l'estiu de 2008. La primera cita de la torre és del 1039 i el 1237 ja se'n parla de castell.

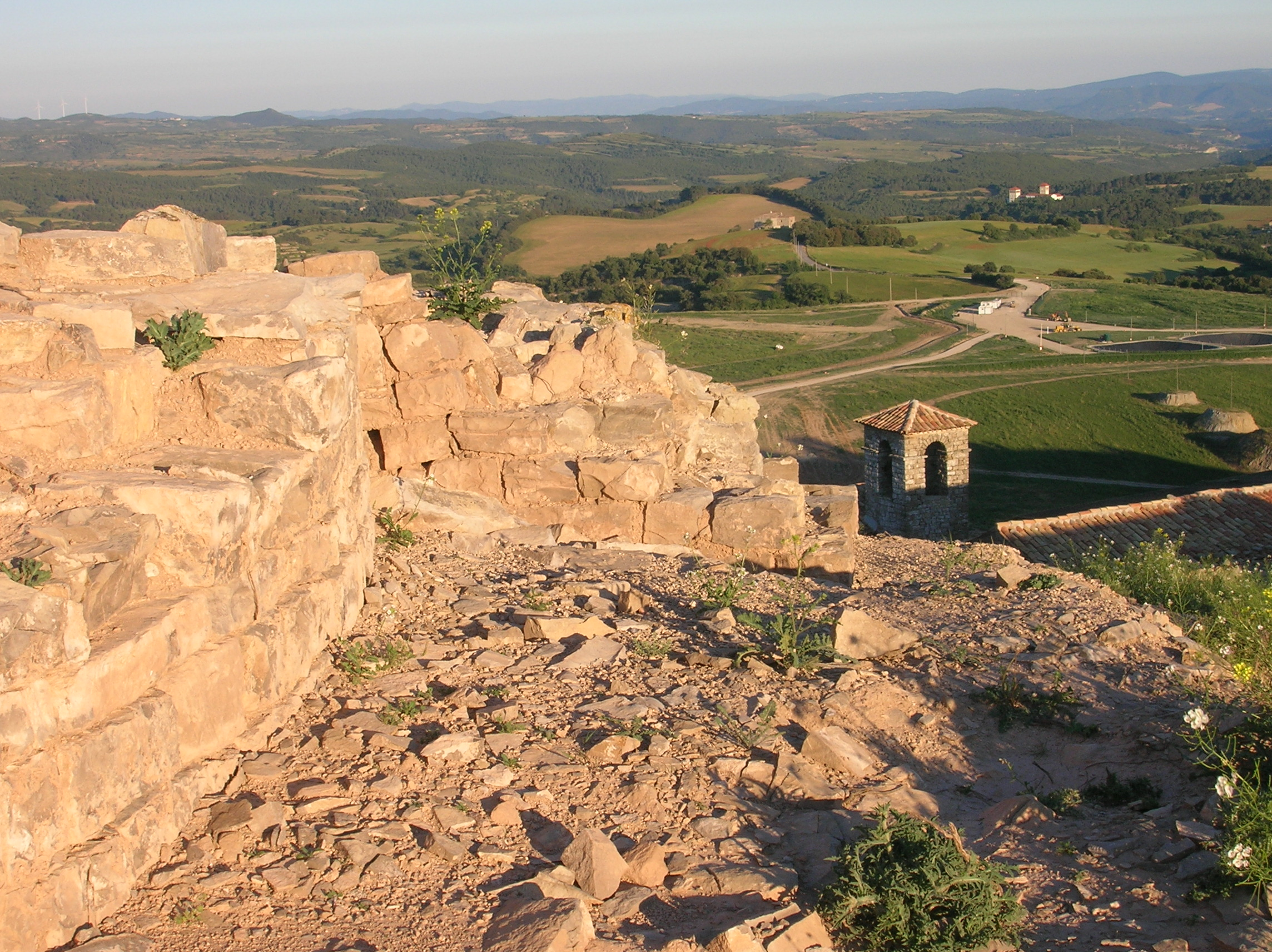
Runes del castell i campanar de l'església

La torre és força més grossa de l'habitual a la comarca, ja que la part descoberta té un diàmetre exterior de 13 metres. La part interior està parcialment desmuntada i només en un lloc es pot observar que té un gruix de 2 metres, el que fa pensar que amb tota la seva alçada deuria tenir unes dimensions impressionants.
Al voltant d'aquesta segona torre, entre els segles xi i xiii, s'hi deurien edificar una sèrie de construccions annexes (habitacles, muralla (segle xii), cisterna (segle xiii), escales d'accés, porta), de les quals se n'han descobert els fonaments. Aquesta construcció va ser abandonada cap al segle xvii.

### Església de Jaume Apòstol
Església documentada des de 1078. L'edifici actual data dels segles xvi-xvii. El retaule barroc es conserva al Museu Episcopal de Vic.

## Cultura

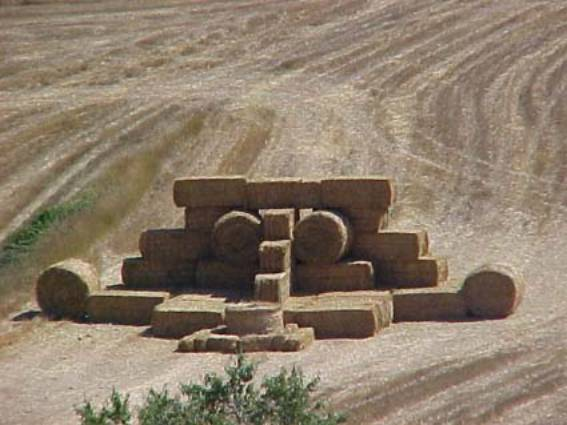
Escultura de Palla, Jazz a la Palla

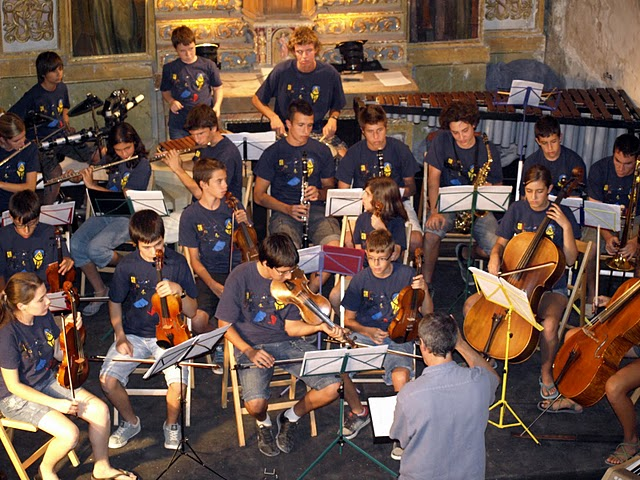
Jove Orquestra (2012)

Tot i ser un poble petit i majoritàriament de segona residència, té una dinàmica cultural important, centrada en uns moments concrets:
- Festa Major: Recau en el diumenge de Pentecosta. S'hi combinen actuacions musicals amb cercavila amb gegants, falconers, dansa de la Guàrdia, xocolatada...
- Jazz a la palla: Recau en el primer cap de setmana d'agost. En les actuacions musicals hi predomina el jazz. Bianualment i en paral·lel al certamen musical, s'hi fa una associació entre escultors i pagesos, per fer escultures amb palla; és un art efímer però de reconeguda significació.
- Jove Orquestra de la Guàrdia: Al llarg del mes d'agost, els nens de la Guàrdia que tenen formació musical integren una orquestra que actua el darrer cap de setmana d'agost i per la Festa Major. Els seus directors són Poire Vallvé, Jordi Consegal i Glòria Sol. Els arranjaments són de Josep Margarit.